# 孫益
孫益（1488年—？），字德謙，直隸常州府武進縣官籍，鳳陽府定遠縣人，明朝政治人物。

## 生平
正德十一年（1516年）丙子科應天鄉試第三十一名舉人，十六年（1521年）中式辛巳科會試第三百二十六名，三甲第一百零二名進士。授廣州府推官，擢户部主事。

## 家族
曾祖孫介，尚寶司司丞；祖父孫廣；父孫瓛，歲貢生。前母黃氏；母林氏。慈侍下。